# 東京第一ホテル松山
東京第一ホテル松山（とうきょうだいいちホテルまつやま）は、愛媛県松山市南堀端町にあったホテルである。 八紘開発株式会社が運営を行っており、阪急阪神第一ホテルグループに属していた。

## 概要
1987年10月に第一ホテル（現：阪急阪神第一ホテルグループ）のフランチャイズホテルとして開業した。松山城や松山市駅などに近い南堀端町に立地し、ホテル内には飲食店の他、結婚式場や宴会場、レストランなどを備えている。
ピーク時の1997年9月期には16億円を売り上げたが、2019年に発生したコロナウイルスの影響で2～3億円に低迷。加えて、物価高や人件費の上昇、設備の老朽化などから営業を続けることが困難と判断し、2023年6月30日をもって営業終了すると発表した。
2023年6月30日に営業終了後は、セントラル総合開発が土地・建物を取得。同年8月中旬より建物の解体工事に着手した。

## フロア
- 地下1階 - 和室宴会場（すみれ）、ホール、和食レストラン（花のれん）
- 1階 - フロント、洋食レストラン（ルミエール）、ロビーラウンジ
- 2階 - 宴会ロビー、結婚式場（神殿）、大宴会場（コスモホール）
- 3階 - 小宴会場（若草・白鳥・花椿）、宴会ロビー、大宴会場（コスモホール）
- 4階 - 客室、コインランドリー、小宴会場（さくら・もみじ）、結婚式場（チャペル）
- 5階～10階 - 客室
- 11階 - 中宴会場（スカイブリリアン）

## 周辺
- 愛媛県警察本部
- 河原アイペットワールド専門学校
- 松山城
- 広島銀行松山支店

## アクセス
- 伊予鉄道市内電車南堀端停留場を下車してすぐ。
- 伊予鉄道松山市駅より徒歩で約5分。
- 伊予鉄バス「南堀端停留所」で下車してすぐ。
- 松山自動車道松山インターチェンジより車で約20分。